# トマス・ミュンツァー

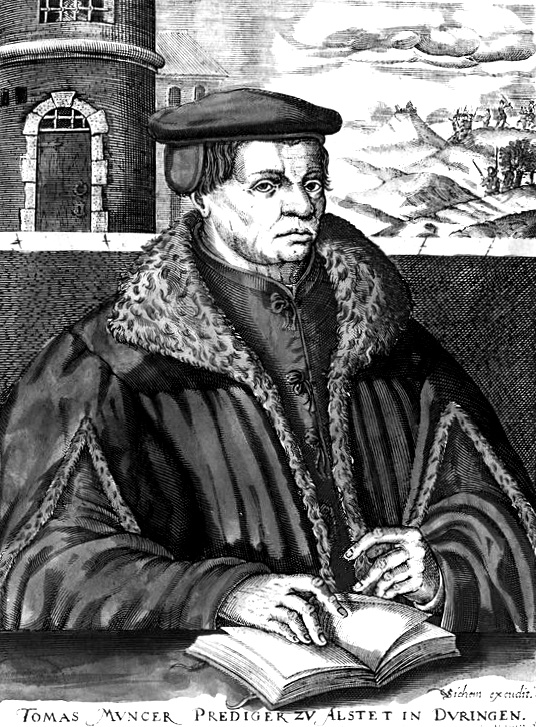
トーマス・ミュンツァー

トーマス・ミュンツァー（Thomas Müntzer, 1489年12月21日 - 1525年5月27日）は、ドイツの宗教改革者。ドイツ農民戦争の指導者。

## 生涯
ハルツ山地のシュトルベルク村 (Stolberg) に生まれる。1506年にライプツィヒとフランクフルト・アム・マインで神学を研究し、1519年にマルティン・ルターと知り合い信奉者となる。ルターの推薦でツヴィッカウの説教者となり、そこでアナバプテストの労働者と接触し、その後行動をともにするようになる。ヨハネス・タウラー（Johannes Tauler）やエレミヤ書に関するフィオーレのヨアキムの注釈などの神秘主義思想家の著作を研究し、聖職者と金持ちを攻撃し天国の到来を説き、財産の共有を基礎にした社会秩序の改革を訴えたために、ツヴィッカウを追放されプラハとノルトハウゼンをへてアルシュテット（Allstedt）に落ち着き、原始共産主義的な生活の集落をつくり、説教活動の中心地とした。彼の説教は農業や林業で暮らす労働者に強い反響を呼び、ミュンツァーは次第に、下層階級の要求を弾圧し、諸侯に妥協しているルターの姿勢を批判するようになる。ルターの側もミュンツァーを〈アルシュテットの悪魔〉と呼びつらい、ザクセンの諸侯を煽動したが、諸侯はミュンツァーの影響力をはばかり、あえて暴力的方策がとれなかったという。
1524年、西南ドイツに波及した農民一揆に呼応して、ミュンツァーは支持者たちに民衆を圧迫する暴力を倒壊しつつある、世界の変化が近づいていると告げた。テューリンゲン地方のミュールハウゼン市に行き、その地の民主主義者ハインリッヒ・プファイファー(Heinrich Pfeiffer)と結んで秘密結社をつくり、新政府の樹立をはかったが、ルターの書簡が市におくられて彼ら2人は説教を禁じられた。ルターに対する公開討論を望んでニュルンベルクへ赴き、その後ドイツとスイスの国境でドイツ農民戦争の最初の兆しを目撃した。南ドイツに滞在して旧約聖書に基づいた農業改革について説教し、反乱はもはや猶予されるべきでないとの信念を固めた。テューリンゲンとマンスフェルト（Mansfeld）で革命を組織するためにミュールハウゼンに戻るが、ザクセン・ブラウンシュヴァイク・ヘッセン諸侯の連合軍に敗れ（フランケンハウゼンの戦い）、捕らわれてプファイファーとともに斬首された。

## 人物
- ミュンツァーは宗教改革の最左翼、ルターの穏健派に対し過激派を代表した神学者である。聖書研究にとどまらず、聖書の言葉を階級闘争に翻訳し、農民大衆を理想社会建設へ導こうとした。
- 彼は体躯矮小にして、顔は浅黒く、髪は黒く、眼は炎のごとく、弁舌は粗野で民衆的かつ熱烈、内的衝動にしたがって行動し、組織の人というよりは独立不羈・傍若無人の人柄といわれる。